# Моралес-Санчес (Техас)
Моралес-Санчес (англ. Morales-Sanchez) — переписна місцевість (CDP) в США, в окрузі Сапата штату Техас. Населення — 46 осіб (2020).

## Географія
Моралес-Санчес розташований за координатами 26°47′15″ пн. ш. 99°6′53″ зх. д. / 26.78750° пн. ш. 99.11472° зх. д. (26.787616, -99.114689).  За даними Бюро перепису населення США в 2010 році переписна місцевість мала площу 3,64 км², уся площа — суходіл.

## Демографія
Згідно з переписом 2010 року, у переписній місцевості мешкали 84 особи в 24 домогосподарствах у складі 19 родин. Густота населення становила 23 особи/км².  Було 41 помешкання (11/км²).
Расовий склад населення:
| - 92,9 % — білих - 7,1 % — осіб інших рас |

До двох чи більше рас належало 0,0 %. Частка іспаномовних становила 92,9 % від усіх жителів.
За віковим діапазоном населення розподілялося таким чином: 26,2 % — особи молодші 18 років, 52,4 % — особи у віці 18—64 років, 21,4 % — особи у віці 65 років та старші. Медіана віку мешканця становила 40,8 року. На 100 осіб жіночої статі у переписній місцевості припадало 90,9 чоловіків;  на 100 жінок у віці від 18 років та старших — 82,4 чоловіків також старших 18 років.
Цивільне працевлаштоване населення становило 33 особи. Основні галузі зайнятості: сільське господарство, лісництво, риболовля — 51,5 %, освіта, охорона здоров'я та соціальна допомога — 48,5 %.